# Autranella congolensis
Autranella congolensis ist ein Baum in der Familie der Sapotengewächse aus dem zentralen bis westlichen Afrika. Es ist die einzige Art der Gattung Autranella.

## Beschreibung
Autranella congolensis wächst als langsamwüchsiger, halbimmergrüner Baum bis zu 40–50 Meter hoch. Der Stammdurchmesser erreicht bis über 150 Zentimeter. Es werden Wurzelanläufe oder kleinere Brettwurzeln gebildet. Die bräunlich-graue Borke ist furchig.
Die einfachen, gestielten, ledrigen und kahlen Laubblätter sind schraubig an den Zweigenden angeordnet. Der schlanke, rinnige Blattstiel ist 4–5 Zentimeter lang. Die verkehrt-eiförmigen bis -eilanzettlichen Blätter sind ganzrandig und abgerundet bis bespitzt. Sie sind 10–15 Zentimeter lang und 4–5 Zentimeter breit. Die Nervatur ist fein gefiedert mit undeutlichen Seitenadern. Die größeren Nebenblätter sind abfallend.
Die Blüten erscheinen einzeln oder büschelig an den Zweigenden. Die gestielten Blüten sind zwittrig und mit doppelter Blütenhülle. Es sind 8 behaarte, 1 Zentimeter lange Kelchblätter in zwei Kreisen vorhanden. Die verwachsene, kleine Krone besitzt eine 7,5 Millimeter lange, kahle Kronröhre mit 8 kleinen, dreiteiligen Lappen, mit innen leicht behaarten Segmenten. Das mittlere, kleine und aufrechte Lappensegment umfasst ein Staubblatt, die zwei seitlichen Segmente sind viel größer und ausladend. Es sind abwechselnd 8 kurze, fast sitzende Staubblätter oben in der Kronröhre und 8 Staminodien, die mit den kurzen Staubfäden der Staubblätter fast ganz verwachsen sind, vorhanden. Der große, achtkammerige und behaarte Fruchtknoten ist oberständig mit kurzem Griffel.
Es werden 5–10 Zentimeter große, wärzliche und grün-gelbliche, ein- bis zwei(drei)samige Beeren gebildet. Die bis 4–4,5 Zentimeter großen, braunen, abgeflachten und eiförmigen, glatten, glänzenden Samen besitzen eine große, rechteckige und wulstige Narbe (Hilum). Das Fruchtfleisch ist gelb.
Die Chromosomenzahl beträgt 2n = 26.

## Taxonomie
Die Erstbeschreibung des Basionyms Mimusops congolensis erfolgte 1907 durch Émile Auguste Joseph De Wildeman in  Mission Émile Laurent Band 1, Seite 434. Die Umstellung in die neue Gattung Autranella zu  Autranella congolensis erfolgte 1917 durch Auguste Jean Baptiste Chevalier in Végétaux Utiles de l'Afrique Tropicale Française; Etudes Scientifiques et Agronomiques Band 9, Seite 268, 271. Der Gattungsname ehrt den französischen Verwalter der Kolonien Victor Marius François Autran (1860–1927).
Weitere Synonyme für Autranella congolensis sind Autranella boonei (De Wild.) A.Chev., Mimusops boonei De Wild., Autranella le-testui (Lecomte) A.Chev., Mimusops le-testui Lecomte.

## Verwendung
Die Früchte sollen essbar sein. Aus den Samen wird ein Speiseöl gewonnen.
Das schwere und gut beständige aber schlecht behandelbare Holz ist bekannt als Mukulungu.